# 锦葵科内丝白粉菌
锦葵科内丝白粉菌（学名：Leveillula malvacearum）是属于白粉菌目白粉菌科内丝白粉菌属的一种真菌，寄生在锦葵科植物上。该种分布于中国、俄罗斯。